# Антоненко Павло Леонідович
Павло́ Леоні́дович Анто́ненко (2 квітня 1992, Чигирин, Черкащина — 31 січня 2015, Гродівка) — старший солдат Збройних Сил України, учасник російсько-української війни.

## Короткий життєпис
Займався армрестлінгом.
Мобілізований на початку вересня 2014-го, старший солдат, 43-я окрема артилерійська бригада.
31 січня 2015-го загинув під час обстрілу, вчиненого терористами з РСЗВ «Град», поблизу Гродівки. Тоді ж загинули молодший сержант Микола Пономаренко та старший солдат Василь Воропай.
Похований у місті Чигирин. У останній шлях земляки проводжали Павла із квітами та навколішки; без сина лишилася мама.

## Нагороди та вшанування
- Указом Президента України № 282/2015 від 23 травня 2015 року, «за особисту мужність і високий професіоналізм, виявлені у захисті державного суверенітету та територіальної цілісності України, вірність військовій присязі», нагороджений орденом «За мужність» III ступеня (посмертно)[2].
- у Чигирині в пам'ять про Павла травнем 2015-го відбулися змагання з армрестлінгу, брали участь спортсмени з трьох областей.
- Вшановується в меморіальному комплексі «Зала пам'яті», в щоденному ранковому церемоніалі 31 січня[3][4].